# Tiputa
Tiputa est le plus grand village de l'atoll de Rangiroa, dans l'archipel des Tuamotu en Polynésie française. En 2012, le village comptait 971 habitants.
Situé au nord de l'atoll, Tiputa est séparé d'Avatoru (deuxième village le plus important de Rangiroa) par la passe de Tiputa. Ce lieu est un véritable paradis pour les amateurs de plongée sous-marine.
Le village de Tiputa possède une mairie, une église catholique (Notre-Dame-de-la-Paix), une église de la Communauté du Christ (dissidence mormone), une école primaire, un établissement secondaire, un dispensaire, des hôtels et plusieurs commerces.